# Побег из тюрьмы в Сремске-Митровице
Ночью 22 августа 1941 из тюрьмы в Сремске-Митровице был совершён побег 32 членов коммунистической партии Югославии. Все они были арестованы в разное время полицией Королевства Югославия по обвинению в антигосударственной деятельности и приговорены к разным срокам тюремного заключения. После разгрома Югославии в Апрельской войне против Германии положение заключённых не изменилось: оккупационные власти усилили охрану тюрьмы, продолжая арестовывать не только обычных коммунистов, но и представителей других политических течений, которые вели борьбу против нацистских оккупантов.
Заключённые прорыли подкоп и сбежали из тюрьмы. При помощи местных партийных ячеек им удалось выбраться на гору Фрушку, где некоторое время пребывали в безопасности, после чего разделились на две группы: одна группа отправилась в Сербию, а вторая осталась руководить антифашистским подпольем в Среме. Из 32 пленных немцы и усташи сумели поймать только двух человек. Восемь участников побега впоследствии были награждены званиями Народных героев Югославии.

## Список сбежавших
1. Мартон Ач
2. Мита Алексич
3. Бане Андреев
4. Жарко Ачимович
5. Слободан «Пая» Баич (Народный герой)
6. Михайло Бамбулович
7. Рафаэл Батино
8. Джира Дмитриевич
9. Йован Веселинов (Народный герой)
10. Вукадин Вукадинович (Народный герой)
11. Радован Вукович
12. Иван Кнежевич
13. Алоиз Коцмур
14. Мехмед Курто
15. Милан Маринкович
16. Иван Мачек (Народный герой)
17. Лазар Миланков
18. Йордан Николов (Народный герой)
19. Станко Паунович (Народный герой)
20. Джира Петрович
21. Мутимир Попович
22. Пашко Ромац (Народный герой)
23. Джордже Секулич
24. Михайло Селеши
25. Трайко Стаменкович (Народный герой)
26. Спасое Стеич
27. Мариян Стилинович
28. Йован Трайкович
29. Антон Франович
30. Благоя Фотев
31. Иосип Христич
32. Никола Шпехар

## В культуре
Об этом событии были сняты два фильма: «Побег» (1968, режиссёр Радош Новакович) и «Успеть до рассвета» (1978, режиссёр Аце Джорджевич).